# Buzhakan
Buzhakan är en ort i Armenien.   Den ligger i provinsen Kotajk, i den centrala delen av landet, 30 kilometer norr om huvudstaden Jerevan. Buzhakan ligger 1 824 meter över havet och antalet invånare är 1 678.
Terrängen runt Buzhakan är lite bergig. Närmaste större samhälle är Yeghvard, 15,1 kilometer söder om Buzhakan. 
Trakten runt Buzhakan består i huvudsak av gräsmarker. Runt Buzhakan är det ganska tätbefolkat, med 149 invånare per kvadratkilometer.